# 王俊强
王俊强（1965年4月—），拉祜族，云南省澜沧县人，中华人民共和国政治人物，历任云南省墨江县县委书记、云南省国土资源厅副厅长、云南省人民政府副秘书长、瑞丽沿边重点开发开放试验区党委书记、德宏傣族景颇族自治州州委书记、中共十九次全国代表大会云南省代表、中共云南省第十届委员会委员。2019年落马。

## 生平
1981年进入昆明工学院学习，1984年6月，加入中国共产党。1985年8月任广西柳州有色冶金机械厂技术员，1986年8月从中南工业大学自动控制系毕业，硕士研究生学历。1988年8月任昆明理工大学自动化系团总支书记、学生党支部书记。1995年8月调至地方，任思茅行署经贸委主任助理；1997年3月任思茅港管委会副主任。1999年3月改任墨江县委副书记，2001年1月升任县委书记，2004年2月跻身思茅市委常委，同时兼任墨江县委书记。2005年8月调任云南省国土资源厅副厅长，2007年9月出任云南省人民政府副秘书长。2011年12月调任德宏州委副书记兼瑞丽沿边重点开发开放试验区党委书记、主任，2014年1月升任州委书记兼瑞丽试验区党委书记、主任。2019年10月，王俊强卸任德宏州委书记、瑞丽试验区党委书记及主任职务，调任中共云南省委财经委员会办公室副主任。
2019年11月22日，云南省纪委监委消息，王俊强涉嫌严重违纪违法，正在接受纪律审查和监察调查。2020年5月15日，云南省人民检察院以涉嫌受贿罪对王俊强作出逮捕决定。2020年7月24日，经云南省人民检察院指定管辖，王俊强受贿案由昭通市人民检察院向昭通市中级人民法院提起公诉。